# Федеральный резервный банк Нью-Йорка
Федеральный резервный банк Нью-Йорка — важнейший из 12 резервных банков США, входящих в Федеральную резервную систему США, контрольный пакет акций которого удерживает Morgan Stanley, располагается на 33 Либерти-стрит, Нью-Йорк.
Банк контролирует второй регион штат Нью-Йорк, 12 северных округов штата Нью-Джерси, округ Фэрфилд штата Коннектикут, Пуэрто-Рико и Американские Виргинские острова и проводит денежно-кредитную политику, регулирует финансовые учреждения, поддерживает национальную платежную систему.
Президентом и CEO банка с 27 января 2009 года является Уильям Дадли (William C. Dudley), имеющий право постоянного голоса на заседаниях Комитета по операциям на открытом рынке, определяющего процентные ставки по федеральным фондам. Остальные 11 банков получают право голоса на основе ротации.

## Крупнейший региональный Федеральный резервный банк
С момента образования Федеральной резервной банковской системы Федеральный резервный банк Нью-Йорка в финансовом округе Манхэттена был местом проведения денежно-кредитной политики США, хотя политические решения принимаются в Вашингтоне, округ Колумбия, советом директоров ФРС. ФРБ Нью-Йорка является крупнейшим по размеру активов среди двенадцати региональных ФРБ. Осуществляя свою деятельность в финансовой столице США, ФРБ Нью-Йорка отвечает за проведение операций на открытом рынке, покупку и продажу казначейских ценных бумаг США. Торговое бюро (англ. Trading Desk) является подразделением ФРБ Нью-Йорка, которое даёт указания FOMC на покупку и продажу гос.облигаций. Ответственность за выпуск новых казначейских облигаций лежит на Бюро государственного долга США. В 2003 году Fedwire, банковская система проведения взаиморасчетов ФРС с другими банками, проводила операций на $1.8 триллион в день, из которых $1.1 триллион приходился на второй регион. Кроме того, через неё проходило $1.3 триллион в день в ценных бумагах, из которых $1.2 триллион приходился на второй регион. ФРБ Нью-Йорка также отвечает за проведение политики обменного курса путём покупки и продажи долларов по решению Министерства финансов Соединенных Штатов. ФРБ Нью-Йорка — единственный региональный банк ФРС, который имеет постоянный голос в Федеральном комитете по операциям на открытом рынке ФРС США, а его президент традиционно выбирается заместителем председателя этого комитета. В настоящее время президентом ФРБ Нью-Йорка является Уильям Дадли. ФРБ Нью-Йорка начал свою деятельность 16 ноября 1914 года под руководством Бенджамина Стронга Младшего, который ранее занимал должность президента Bankers Trust Company. Он руководил ФРБ до своей смерти в 1928 году. Банк существенно вырос в первые годы, в результате чего возникла необходимость в новом здании. ФРБ Нью-Йорка, как и ФРБ других регионов, имеет Совет директоров трёх классов; в качестве членов ФРС в него входят другие частные банки; имеет промежуточный юридический статус с некоторыми особенностями частных корпораций и государственных федеральных агентств.

## Новое здание на 33 Либерти-стрит
На строительство нового здания ФРБ Нью-Йорка был проведён открытый конкурс, который выиграла архитектурная компания York and Sawyer. Банк переехал в новое здание в 1924 году. ФРБ Нью-Йорка имеет хранилище, находящееся в 24 метрах под землёй и 15 метрах под уровнем моря, и опирается на твердые породы Манхэттена. В 1927 году в хранилище находилось около 10 % мировых официальных золотых резервов. В настоящее время банк имеет репутацию крупнейшего хранилища золота в мире (хотя это не может быть подтверждено, так как швейцарские банки не раскрывают информацию о своих золотых запасах) и хранит около 7,000 тонн золота в слитках ($415 млрд по состоянию на октябрь 2011), больше чем в Форт Ноксе (Fort Knox). Около 98 % золота в ФРБ Нью-Йорка принадлежит ЦБ других государств. Оставшиеся 2 % золотых запасов принадлежит США и международным организациям, таким как МВФ. ФРБ не владеет золотом, а только выступает хранителем драгоценного металла, который он хранит на безвозмездной основе, но берёт комиссию в $1,75 за слиток при перемещении золота (в 2008 году). Перемещение золота требует использования специальной обуви, чтобы защитить ноги сотрудников в случае, если они уронят 28 фунтовый (около 12 кг) слиток на свои ноги. Хранилище открыто для туристов.

## Совет директоров
В совет директоров ФРБ Нью-Йорка в апреле 2020 года входили следующие банкиры. Их полномочия истекают 31 декабря 2020 года.

### Класс A
| Имя             | Должность                                                                        | Срок полномочий |
| --------------- | -------------------------------------------------------------------------------- | --------------- |
| Джеймс Горман   | Председатель и генеральный директор Morgan Stanley Нью-Йорк                      | 2021            |
| Джеральд Липкин | Президент и генеральный директор Peapack-Gladstone Bank\| Бедминстер, Нью-Джерси | 2022            |
| Пол П. Мелло    | Президент и генеральный директор Solvay Bank Сиракьюс, Нью-Йорк                  | 2020            |

### Класс B
| Имя            | Должность                                        | Срок полномочий |
| -------------- | ------------------------------------------------ | --------------- |
| Адена Фридман  | Президент и генеральный директор Nasdaq Нью-Йорк | 2022            |
| Глен Хатчинз   | Сооснователь Silver Lake Partners Нью-Йорк       | 2021            |
| Чарльз Филлипс | Председатель Infor Нью-Йорк                      | 2020            |

### Класс C
| Имя                            | Должность                                                                    | Срок полномочий |
| ------------------------------ | ---------------------------------------------------------------------------- | --------------- |
| Дениз Скотт (Председатель)     | Исполнительный вице-президент Local Initiatives Support Corporation Нью-Йорк | 2022            |
| Роза М. Гил (Зам.председателя) | Основатель, Президент и генеральный директор Comunilife, Inc. Нью-Йорк       | 2020            |
| Винсент Альварез               | Президент, New York City Central Labor Council AFL-CIO Нью-Йорк              | 2021            |

## Основные акционеры банка
Согласно Закону о Федеральном Резерве (Раздел 5), акциями федеральных резервных банков могут обладать только банки члены Федеральной Резервной Системы, находящиеся на территории, подконтрольной соответствующим федеральным резервным банкам. Список членов банков находится в открытом доступе.

## Президенты Банка
1. 1914−28 — Бенджамин Стронг (Benjamin Strong Jr.)
2. 1928−40 — Джордж Л. Харрисон (George L. Harrison)
3. 1941−56 — Аллан Спраул (Allan Sproul)
4. 1956−75 — Альфред Хейес (Alfred Hayes)
5. 1975−79 — Пол Волкер (Paul A. Volcker)
6. 1980−85 — Энтони М. Соломон (Anthony M. Solomon)
7. 1985−93 — Джеральд Корриган (E. Gerald Corrigan)
8. 1993−2003 — Уильям Дж. МакДоноу (William J. McDonough)
9. 2003−2009 — Тимоти Гайтнер (Timothy F. Geithner)
10. 2009 — Уильям Дадли (William C. Dudley)

- 2. Harrison (1928—1940)
- 5. Волкер (1975—1979)
- 9. Гайтнер (2003—2009)
- 10. Дадли (2009-)